# シングルマザー ブリジットを探して
『シングルマザー ブリジットを探して』（原題:American Woman）は2018年に公開されたアメリカ合衆国・イギリス合作のミステリ映画である。監督はジェイク・スコット、主演はシエナ・ミラーが務めた。本作は日本国内で劇場公開されなかったが、Amazonプライム・ビデオなどでの配信が行われている。

## ストーリー
1998年、ペンシルベニア州のとある田舎町。33歳のシングルマザー、デボラ・キャラハンは娘のブリジットと孫のジェスと一緒に暮らしていた。デボラは16歳の時にブリジットを出産していた。3人が暮らす家の向かいには、デボラの姉、キャサリンの一家が住んでいた。デボラとキャサリンの仲は良かったが、デボラの男遊びや子供に対する異様なまでの厳しさをめぐって口論になることがままあった。デボラと母親（ペギー）の関係も似たようなものであった。ある日の夜、ブリジットが恋人のタイラーとデートに行くというので、デボラはジェスの面倒を見ることになった。タイラーはジェスの父親であり、ブリジットとは別れては復縁する状態にあった。翌朝、デボラはブリジットが帰宅していないことに気が付いた。デボラはブリジットが行きそうなところに片っ端から電話をかけたが、彼女はどこにもいなかった。そんな折、タイラーから「僕と喧嘩別れした後、ブリジットは友人（ジェナ）の家に行ったようです」と知らされ、ジェナに連絡を取ったが、そこから先の足取りは掴めなかった。
ブリジットの失踪事件の捜査を担当することになったのはモリス刑事であった。デボラは「ヤク中のタイラーが何かしたに違いない。あいつはブリジットを虐待していた」と主張したが、モリスはまともに取り合おうとしなかった。自らの無力さに苛まれたデボラは不倫相手のブレットに縋った。そんなある日、ブレットが待ち合わせの場所に現れなかったため、デボラは酒で気分を紛らわそうとしたが、ブレットへの怒りが込み上げてきた。酔っ払ったデボラはブレット宅に乗り込み、台所で大暴れした。その後、デボラは猛スピードで車を飛ばし、そのまま土手に激突した。自殺を図ったデボラだったが、幸か不幸か無傷のままだった。
数年後、ブリジットの失踪事件は迷宮入りした。デボラは恋人のレイと同棲することにしたが、ほどなくして、レイはデボラとジェスに高圧的な態度を取るようになった。しかし、デボラは堪え忍ぶ外なかった。デボラは地元の大学に通っており、その学費はレイの稼ぎから出ていたためである。だが、レイが暴力を振るうようになるに至り、デボラはジェスのためにもレイと別れることにした。
ブリジットの誕生日を迎えるたび、デボラは徹夜で彼女の帰りを待ち続けていた。そんなある日、デボラは偶然にもタイラーと再会した。タイラーが薬物依存を克服したこともあって、デボラはタイラーを信用するようになった。デボラは犯人扱いしたことを詫び、タイラーにジェスとの面会を許した。タイラーはジェスと親しくなろうとしたが、どうにも上手くいかなかった。
大学卒業後、デボラは高齢者向け住宅を運営する会社で人事の業務を担当することになった。また、心臓発作を起こした後、ペギーは同会社が運営する施設に入居することになった。しばらくして、デボラはキャサリンの紹介でクリスとデートすることになった。デボラは最初こそクリスの口説きに鈍い反応を示したが、あっという間に親しくなり、8週間後には結婚することになった。クリスはジェスとも良好な関係を築いていた。しかし、数年後、2人の関係はギクシャクするようになった。そして、クリスの不倫をきっかけに、デボラは離婚に踏み切った。
それから11年後、デボラはブリジット失踪の真実を知ることになった。

## キャスト
- シエナ・ミラー - デボラ・キャラハン
- クリスティーナ・ヘンドリックス - キャサリン
- アーロン・ポール - クリス
- エイミー・マディガン - ペギー
- パット・ヒーリー - レイ
- ウィル・サッソー - テリー
- スカイ・フェレイラ - ブリジット・キャラハン
- アレックス・ニューステッター - タイラー・ハンリック
- エイダン・フィスク - ジェス・キャラハン
  - エイダン・マックグロウ - 7歳の頃のジェス・キャラハン
- ケリー・ローズ・ゴールデン - ジェナ・カニンガム
- E・ロジャー・ミッチェル - モリス刑事
- ケンタッカー・アドラー - ブレット・トゥバック
- レイチェル・シンガー - ミセス・デリック

## 製作
2017年2月6日、ジェイク・スコット監督の新作映画『The Burning Woman』にシエナ・ミラー、アーロン・ポール、クリスティーナ・ヘンドリックス、ジャッキー・ウィーヴァーが出演するとの報道があった。4月27日、エイミー・マディガン、パット・ヒーリー、ケン・マリーノ、スカイ・フェレイラ、メイコン・ブレアがキャスト入りした。同月、本作の主要撮影が始まった。11月23日、アダム・ウィルツィーが本作で使用される楽曲を手掛けることになったと報じられた。2019年6月14日、本作のサウンドトラックが発売された。
なお、ウィーヴァー、マリーノ、ブレアの3名は結局本作に出演しなかった。

## 公開・興行収入
2018年9月9日、本作は第43回トロント国際映画祭でプレミア上映された。その際、本作のタイトルは『The Burning Woman』から『American Woman』に変更された。3月28日、ロードサイド・アトラクションズとヴァーティカル・エンターテインメントが本作の全米配給権を獲得したと報じられた。5月6日、本作のオフィシャル・トレイラーが公開された。6月14日、本作は全米117館で公開され、公開初週末に11万552ドル（1館当たり944ドル）を稼ぎ出し、週末興行収入ランキング初登場26位となった。

## 評価
本作は批評家から好意的に評価されている。。映画批評集積サイトのRotten Tomatoesには74件のレビューがあり、批評家支持率は88%、平均点は10点満点で7.16点となっている。サイト側による批評家の見解の要約は「『シングルマザー ブリジットを探して』はある女性の過酷な人生行路に痛切なドラマを見出した。それができたのは主演のシエナ・ミラーの素晴らしい演技のお陰である。」となっている。また、Metacriticには18件のレビューがあり、加重平均値は68/100となっている。